# Jimmie Durham

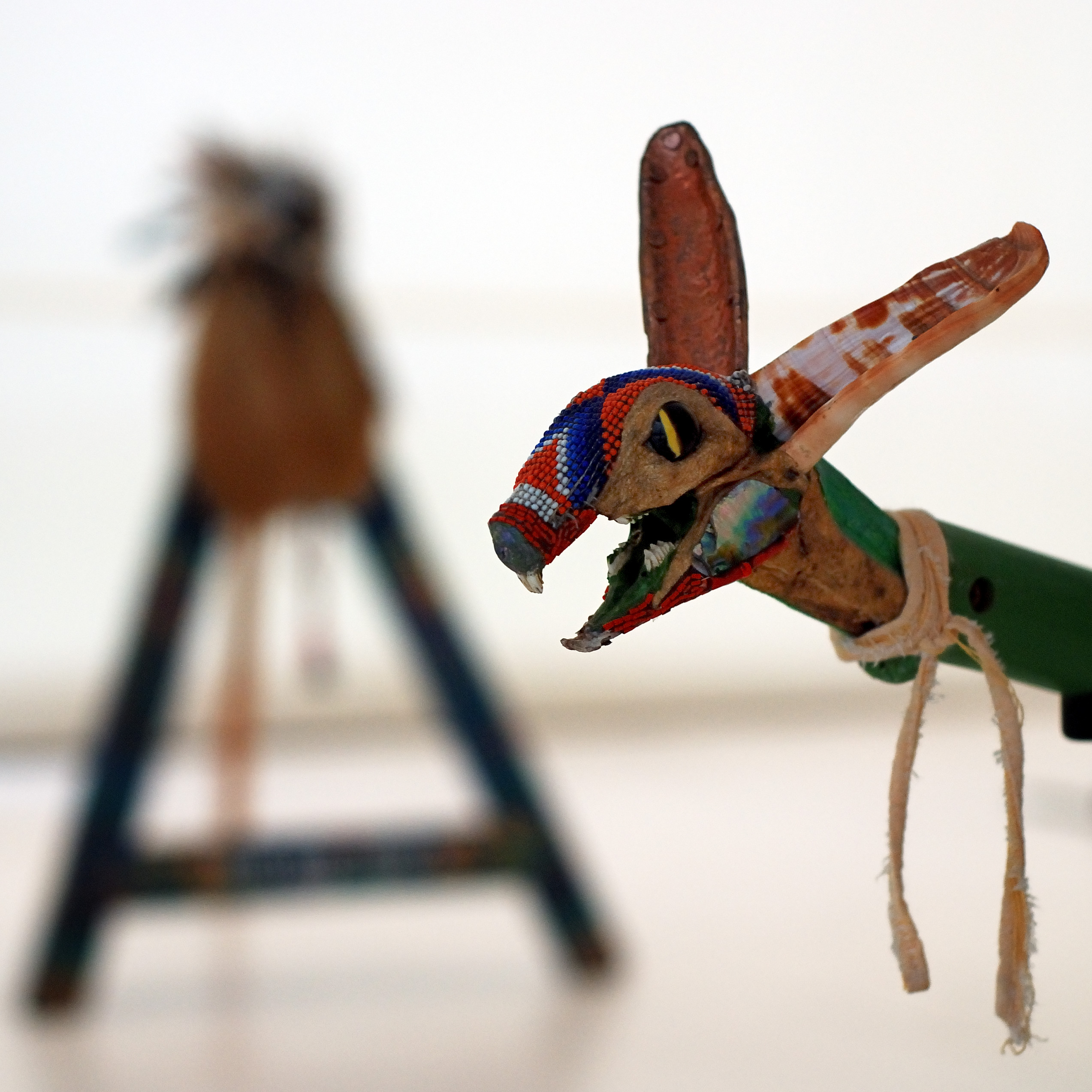
Obra de Jimmie Durham en la Fundação de Serralves de Oporto (Portugal). Imagen de 2007.

Jimmie Durham (Houston, Texas, Estados Unidos; 10 de julio de 1940-Berlín, Alemania; 17 de noviembre de 2021) fue un artista visual y escritor estadounidense de origen cheroqui que destacó por su activismo a favor de la causa india y de los derechos civiles.

## Biografía
Hijo de una familia de artistas, ha sido un artista pluridisciplinar y, a la vez, un activista político. Se graduó en Bellas Artes en 1972 en Ginebra. Ha sido portavoz de la organización indigenista American Indian Movement (AIM) y de la International Indian Treaty Commitee (IITC), cargo desde el cual se ha visto implicado en todas las luchas de los indios para preservar el derecho a su tierra.
En 1994 se instaló en Europa, desde donde ha seguido cultivando un proyecto de gran libertad creativa que interpela directamente a la cultura y al legado humanos. Su propuesta traspasa las categorías artísticas, históricas y contemporáneas, y desafía los cimientos y los sistemas jerárquicos del arte y del poder.
Ha escrito obras como Certain Lack of Coherence: Writings on Art and Cultural Politics (1993), Columbus day (1993) y el manifiesto We the people (1987).